# Шелуміель Лопатто
Шелуміель Лопатто (лит. Šėlumiėlis Lopato; нар. 27 травня 1904, Троки, Віленська губернія, Російська імперія — пом. 20 вересня 1923, Паневежиський повіт, Литва) — литовський караїмський поет.

## Життєпис
Народився в Троках в бідній караїмської родині. Батько — новоміський міщанин Йошіягу Лопатто, кравець родом з Поневежа, мати — Маня Дубинська, родом з Трок. Мав брата Йосипа (потонув в о. Гальве в 1910 році) та сестру Раю. У 7-річному віці втратив матір. У 1911-1915 роках навчався в Трокському початковому для караїмських дітей училищі в Ісаака-Боаза Фірковича. Вирішивши продовжити своє навчання, за напуттям родичів вирушив до Санкт-Петербурга, де в 1915-1916 році відвідував чоловічу гімназію. Незабаром туди переїхала вся його родина. Через війни, що почалася багато караїмів із західних губерній Росії перебралися до Криму. Так само вчинила й сім'я Лопатто, яка оселилася в Євпаторії. У вище вказаному місті в 1916-1920 роках Шелуміель навчався в Олександрівському караїмською духовному училищі, яке закінчив на «відмінно». У 1920 році сім'я Лопатто повернулася додому і оселилася в Паневежисі, де Шелуміель вивчив литовську мову й почав трудову діяльність на посаді писаря в Пасвалісі.8 березня 1921 року зареєстрований як кандидат на посаду вчителя у Відділі освіти Біржайсько-Посвольского округу. У липні 1923 року закінчив лісовий технікум і став техніком лісового господарства. Працював заступником лісничого.
Убитий бандитами 20 вересня 1923 року поблизу Паневежиса під час виконання службових обов'язків. Винних не знайшли. Похований на кладовищі в Науяместісі.

## Творчість та громадська область

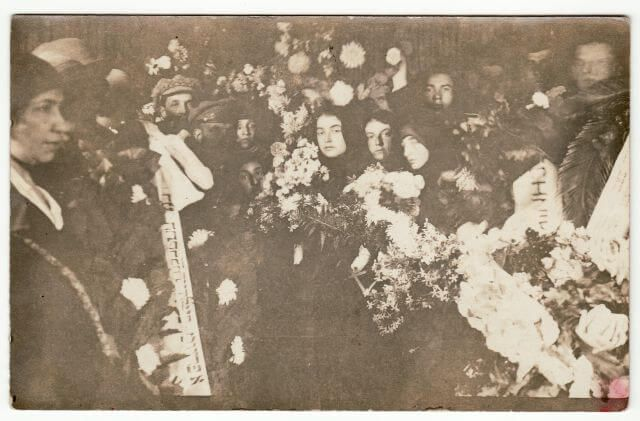
Похорон Шелуміеля Лопатто, 1923 рік

Поетичний талант проявився в роки життя в Євпаторії, де Шелуміель написав свої перші вірші караїмською мовою. У них поет відобразив тяготи свого життя, любов до людей і рідного краю. Поетичні образи Лопатто натхненні біблійними й релігійним мотивами, про що говорять назви деяких його віршів. На думку Олександра Мардковича, у вірші «Глузування долі» (караїм. Kültküsü gorałnyn) автор «передає спогади про свою матір і ту безпросвітну убогу обстановкуі, в якій йому довелося жити й зростати». Високо цінувала поезію Ш. Лопатто литовська поетеса Юдіта Вайчюнайте. Свій вільний час Шелуміель Лопатто також присвячував науці та самоосвіті, громадської діяльності. Брав активну участь в житті караїмської громади, залучаючи молодих людей до літератури. У 1923 році став одним із засновників Паневезького суспільства караїмської молоді «Онармах». Займався перекладом і написанням п'єс для аматорського караїмського театру. За деякими даними, проводив богослужіння в Паневезького кенасі.

### Твори
Поезія Шелуміеля Лопатто опублікована посмертно в караїмських журналах «Karaj Awazy», «Onarmach», «Awazymyz», а також перекладена польською та литовською мовами.
- Klaklar // Karaj Awazy. — Łuck, 1932. — № 2 (4).
- Tanbyłahy wachtłej // Karaj Awazy. — Łuck, 1932. — № 2 (4).
- Küsiancz // Karaj Awazy. — Łuck, 1932. — № 2 (4). — С. 4.
- Awo bigwurot Adonaj Elohim // Karaj Awazy. — Łuck, 1932. — № 2 (4).
- Kültküsü gorałnyn // Karaj Awazy. — Łuck, 1932. — № 2 (4). — С. 5.
- Kaiń (V. Hugo’dan) // Karaj Awazy. — Łuck, 1932. — № 2 (4). — С. 5—6.
- Iszancz // Karaj Awazy. — Łuck, 1932. — № 2 (4).
- Uszattyrmach Dawidnin Mizmorłaryna // Karaj Awazy. — Łuck, 1932. — № 2 (4). — С. 6—7.
- Mi jaale bahar Adonaj // Onarmach. — Panevėžys, 1939. — № 1. — С. 14.
- Sahyšlar // Onarmach. — Panevėžys, 1939. — № 1. — С. 14.
- Ханна-тётя // «Карай йырлары»: сборник поэзии литовских караимов / сост. М. И. Фиркович. — Вильнюс, 1989. — С. 153.

## Пам'ять

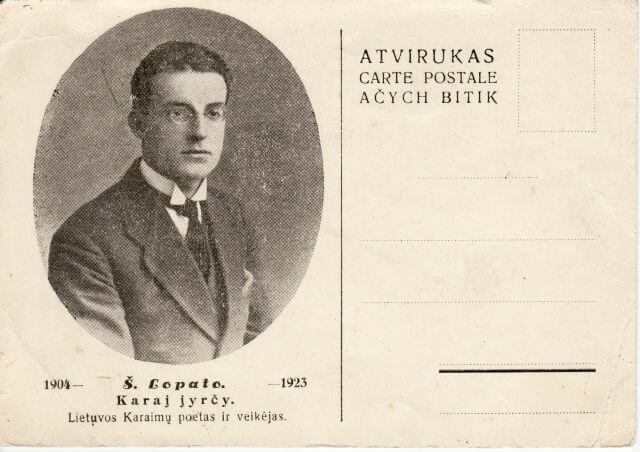
Поштова картка з портретом Шелуміеля Лопатто

На честь 10-річчя від дня смерті паневезьким караїмським суспільством випущена поштова картка з портретом Шелуміеля Лопатто.